# Johan van der Linden
Johan van der Linden (* 12. Juni 1961) ist ein niederländischer Saxophonist, Arrangeur und Komponist.
Van der Linden studierte am Conservatorium van Amsterdam Saxophon bei Ed Bogaard und besuchte Meisterklassen von Frederick Hemke, André Beun, Jean-Marie Londiex, Iwan Roth, Daniel Deffayet und François Daneels. Von 1982 bis 2003 leitete er das Aurelia Saxophone Quartet, für das er zahlreiche Arrangements schrieb und mit dem er 1988 den Edison Klassiek gewann. Mit den Musikern des Aurelia-Quartetts verfasste er ein Saxophon-Lehrbuch, außerdem unterrichtet er Saxophon am ArtEZ Conservatorium und am Utrechts Conservatorium.
Von 1982 bis 1990 war er Mitglied der Koninklijke Militaire Kapel in Den Haag, außerdem gehört er dem Nederlands Blazers Ensemble, dem Paradiso Orchestra, dem Globus Ensemble, dem Doelen Ensemble und dem Ensemble B/ANDA Live! an,  trat mit Orchestern wie dem Concertgebouw-Orchester und dem Rotterdams Philharmonisch Orkest auf und bildet mit dem Pianisten Henry Kelder ein Duo für neue Musik, für das zahlreiche Komponisten Werke schrieben.